# Медаль «За прекращение чумы в Одессе»
Медаль «За прекращение чумы в Одессе» — государственная награда Российской империи, предназначенная для награждения борцов с одесской эпидемией чумы 1837 года.

## Основные сведения
Медаль «За прекращение чумы в Одессе» учреждена 19 апреля 1838 года указом Николая I. Указ об учреждении был сообщён военным министром А. И. Чернышёвым министру финансов Е. Ф. Канкрину. Медаль имела два основных варианта — золотой и серебряный.

## Порядок награждения
Награждались лица, имевшие отношение к борьбе с эпидемией чумы в Одессе в 1837 году. Список награждённых утверждал Николай I по представлению новороссийского и бессарабского генерал-губернатора М. С. Воронцова.
Золотыми медалями награждались офицеры, врачи, медицинские чиновники и купцы. Серебряными награждались фельдшеры, урядники, канцеляристы и прочие мещане.

## Описание медали
Медали сделаны из золота и серебра. Диаметр 28 мм. На лицевой стороне медали изображён витиеватый вензель Николая I, увенчанный большой императорской короной. На оборотной стороне медали горизонтальная надпись в пять строк:
ЗА
ПРЕКРАЩЕНІЕ
ЧУМЫ
ВЪ ОДЕССѢ.
1837.
На Санкт-Петербургском монетном дворе в июле 1838 года было отчеканено 344 золотых и 117 серебряных медалей. Неиспользованные золотые медали (4 экземпляра) впоследствии были переплавлены.

## Порядок ношения
Медаль имела ушко для крепления к ленте. Носить медаль следовало в петлице. Лента медали — Александровская.